# Betende Hände

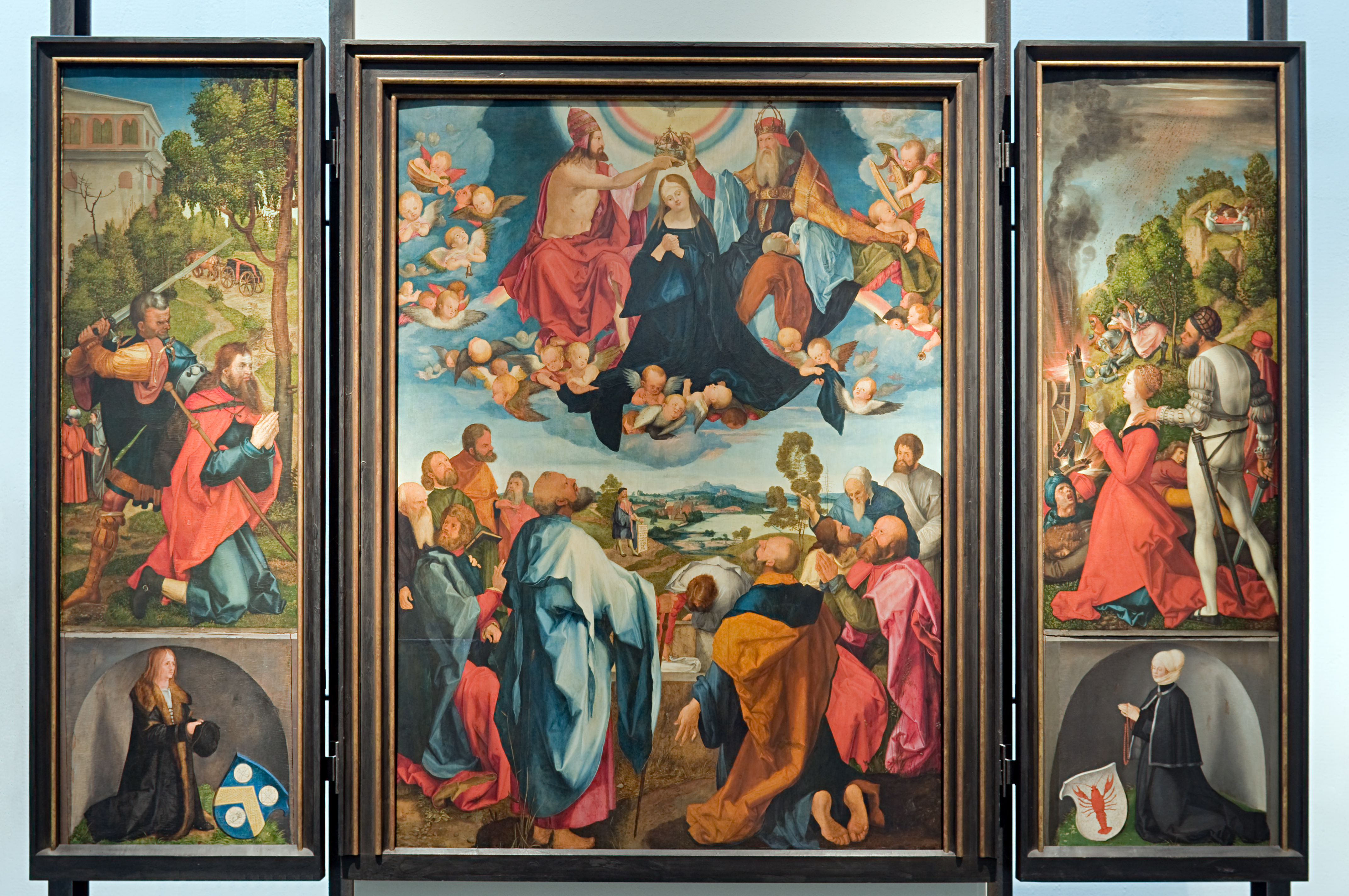
Der Heller-Altar (Rekonstruktion)

Betende Hände (auch: Studie zu den Händen eines Apostels) ist eine Zeichnung von Albrecht Dürer. Das mit Tinte und Weißhöhung auf blauem Grund gezeichnete Bild zeigt zwei zum Beten zusammengelegte Hände. Es ist das wohl am häufigsten reproduzierte Bild des Künstlers. Das Original aus dem Jahr 1508 befindet sich in der Albertina in Wien (Inventarnummer 
3113).

## Entstehung
Der Frankfurter Tuchhändler Jakob Heller beauftragte Dürer mit der Anfertigung eines Flügelaltars, dem sogenannten Heller-Altar. Von diesem sind nur Vorstudien im Original erhalten, nachdem der Altar im Jahr 1729 verbrannte. Dazu gehört auch Betende Hände, ein Studienblatt, das die Hände eines Apostels darstellt, der Zeuge der Himmelfahrt Mariens ist. Dürer fertigte die Zeichnung 1508 in Vorbereitung der Mitteltafel des Altars als Handstudie an, wobei er auf einem Spiegel seine eigene linke Hand optisch verdoppelte und vermittels eines zweiten die im Bild festgehaltene Perspektive als Zeichenvorlage erhielt. Auf demselben Blatt befand sich ursprünglich auch der Entwurf eines Apostelkopfes; das Blatt wurde später geteilt. Auf dem Heller-Altar befindet sich der Apostel am rechten Rand des Mittelteils. 

## Rezeption
Betende Hände mit zuvor nicht gekannter Natur- und Detailschärfe finden sich schon im Bild des alten Königs auf dem Altar der Stadtpatrone im Kölner Dom, den sich Dürer laut Tagebuch anlässlich des Besuches in der Stadt zweimal aufsperren ließ. Die Betenden Hände von Dürer waren nur eine Vorstudie zum Heller-Altar, doch wurden sie bekannter als das Werk, für das sie vorgesehen waren:

„Die Sorgfalt, die Dürer auf diese Details verwandte, zahlte sich zumindest posthum aus. Während die nackten Füße des im Vordergrund knienden Apostels Ende des 16. Jahrhunderts einen wahren Fußfetischismus auslösten, avancierten die „Betenden Hände“ im 20. Jahrhundert zu Dürers populärstem Motiv. Der Künstler verwahrte die Studienblätter und griff einige Motive in leicht abgewandelter Form mehrfach wieder auf.“

Die Betenden Hände sind das am meisten reproduzierte Werk Dürers. Sie werden vor allem im Devotionalienhandel angeboten, oft auch in dreidimensionaler Form, und dabei durch die Übersetzung in andere Bildmedien, zum Beispiel als Relieftäfelchen, zum „Synonym des Betens“ trivialisiert. Die Betenden Hände wurden zum Konfirmationsgeschenk, illustrierten Bibelausgaben und Kondolenzkarten. In Abhandlungen zum Thema Kitsch wird dieses Motiv zuweilen als Inbegriff des Kitsches zitiert. In Europa wird das Motiv hauptsächlich als Druck und als Relieftäfelchen verkauft; in den Vereinigten Staaten finden auch Vollplastiken zahlreiche Abnehmer.
Die betenden Hände entstammen einem Blatt, zu dem der Kopf des rechts außen knienden Apostels gehörte. Dadurch aber, dass die Hände von dem Kopf getrennt wurden, konnten sie zu einem volkstümlichen Symbol der Religiosität werden.

„Das Fehlen dessen, dem sie gehören, des naiv-gläubigen Jüngers, gab seine Hände für eine Umdeutung frei, in der sie eine Verehrung erfuhren, als seien sie die Gottvaters.“

Die Reproduktionen des Bildes und ihr Vertrieb provozierten auch Widerspruch. So schuf der Heidelberger Grafiker Klaus Staeck im Jahr 1970 einen Siebdruck mit dem Titel „Zur Konfirmation“, bei dem er die Betenden Hände mit zwei Flügelmuttern über einer Gewindestange miteinander verschraubt darstellte. Im Jahre 2019 installierte der Künstler Sebastian Wanke eine Neonskulptur mit dem Titel PRAY in der Herz-Jesu-Kirche in Erlangen und wies damit auf die profane Verkitschung des Motives hin.

## Andere betende Hände bei Dürer

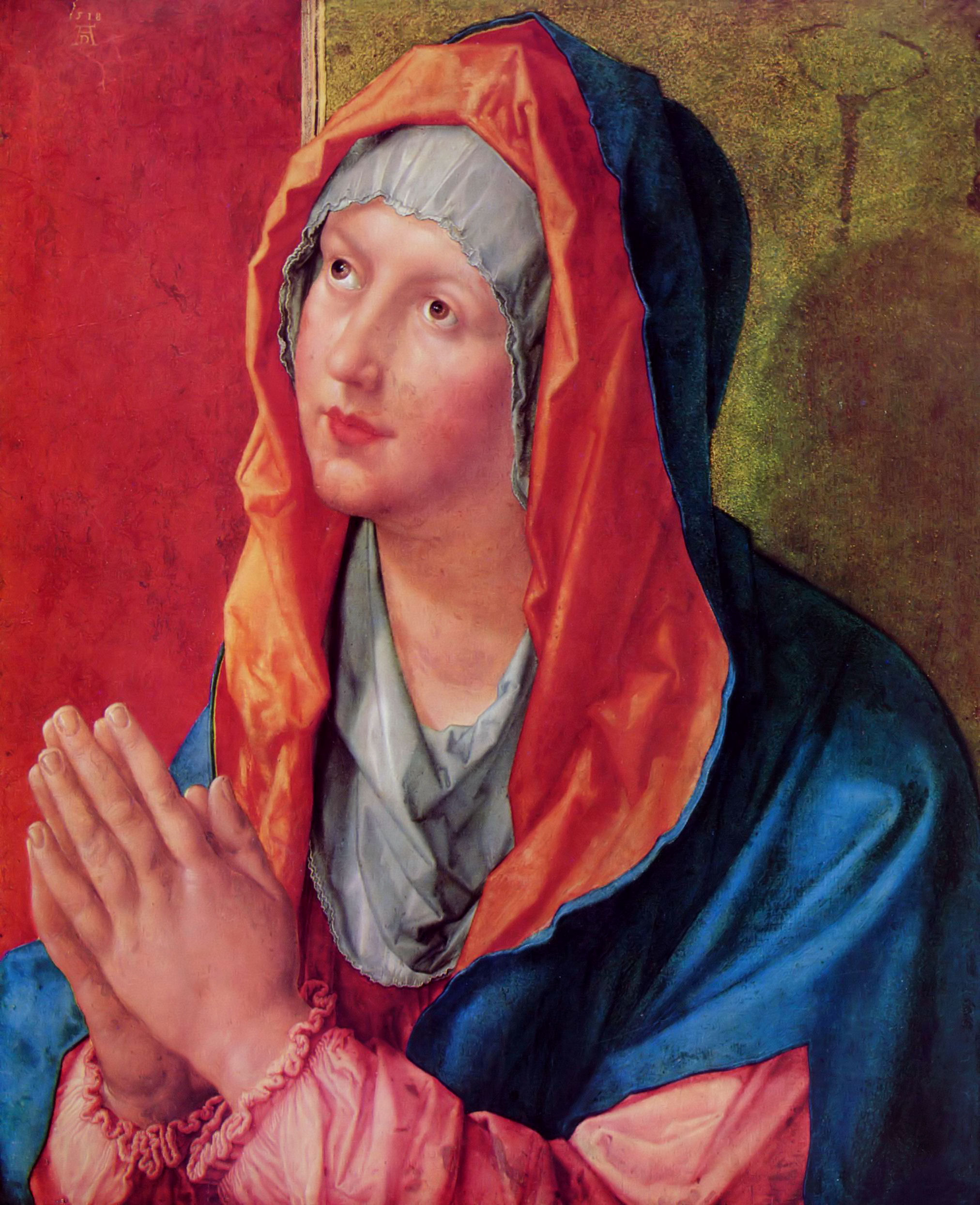
Betende Maria
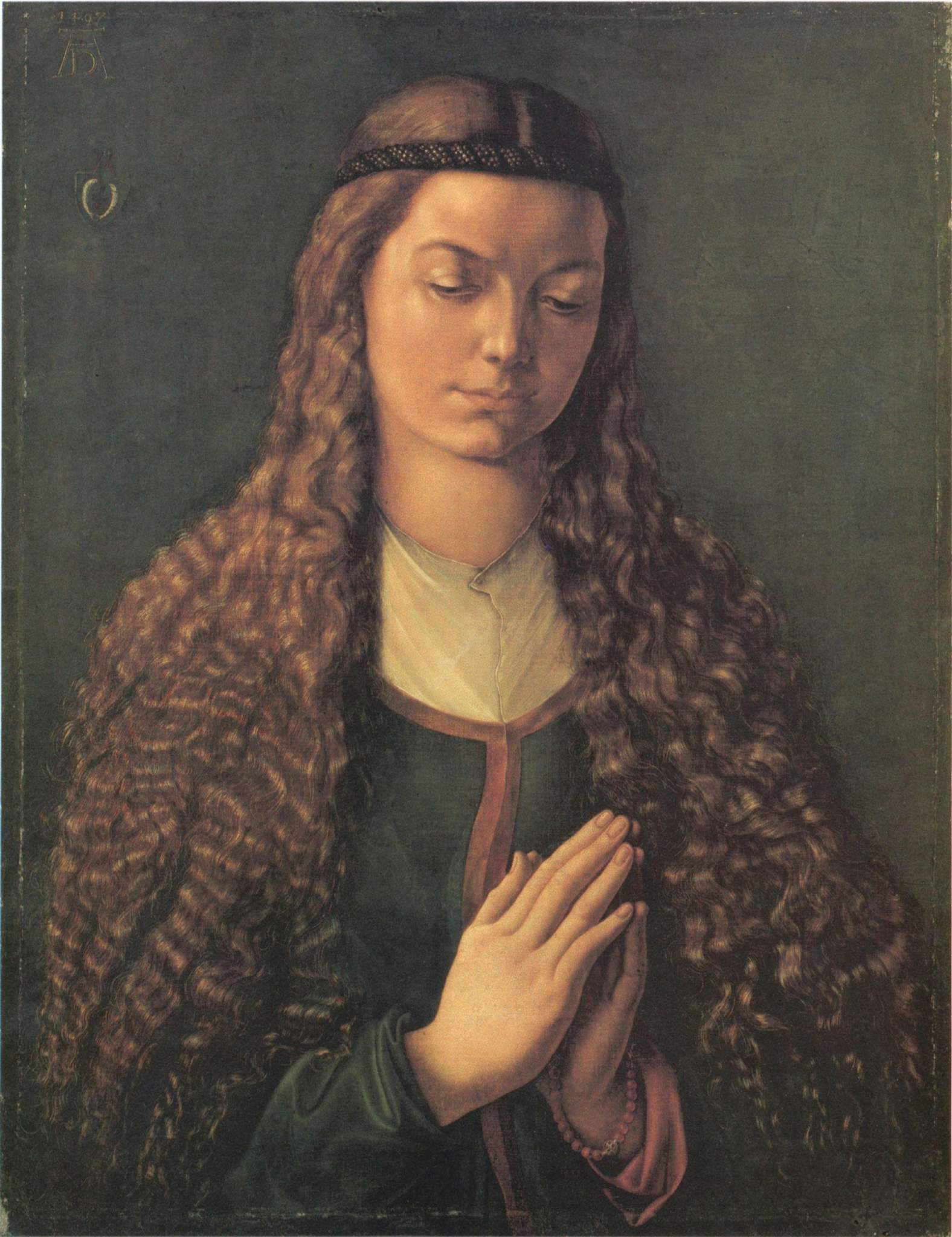
Die Fürlegerin mit offenem Haar
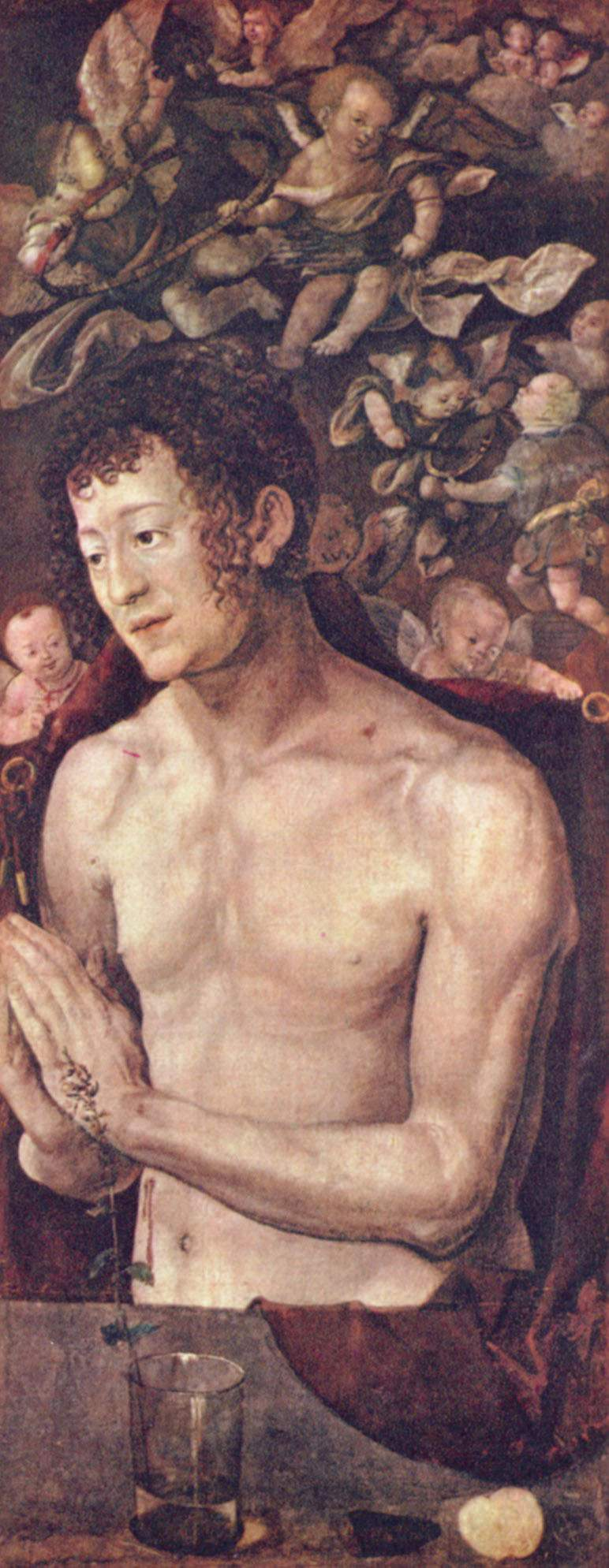
Dresdner Altar, rechter Seitenflügel, Szene: Hl Sebastian